# Akte van beschuldiging
Een akte van beschuldiging of akte van inbeschuldigingstelling is in België een stuk dat door het Openbaar Ministerie wordt opgesteld in strafzaken voor de hoven van assisen. Daarin worden de feiten die aan de beschuldigde(n) in een assisenzaak ten laste worden gelegd opgesomd en samenvat. Een akte van beschuldiging bevat onder meer de identiteit van de beschuldigde(n), het relaas van de feiten (inclusief verzachtende of verzwarende omstandigheden) en de belangrijkste gebeurtenissen uit het gerechtelijk onderzoek, zoals de verslagen van de deskundigen en het moraliteitsonderzoek. Het Openbaar Ministerie is krachtens artikel 261 van het Wetboek van Strafvordering verplicht een akte van beschuldiging op te stellen voor alle beschuldigden die naar een hof van assisen zijn verwezen.
De akte van beschuldiging moet objectief worden opgesteld, volledig en onpartijdig.
De beschuldigde(n) en eventuele burgerlijke partijen moeten voorafgaand aan het proces een kopie krijgen van de akte van beschuldiging.
Bij het begin van het proces leest de magistraat die het Openbaar Ministerie vertegenwoordigt de akte van beschuldiging voor, en krijgen alle juryleden eveneens een kopie van de akte.